# Graphium doson
Graphium doson är en fjärilsart som först beskrevs av Felder 1864.  Graphium doson ingår i släktet Graphium och familjen riddarfjärilar. Inga underarter finns listade i Catalogue of Life.

## Bildgalleri

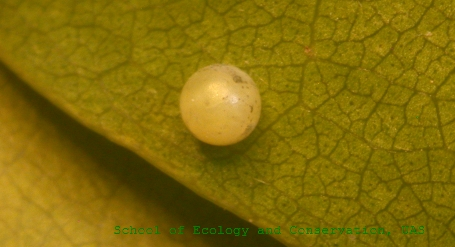
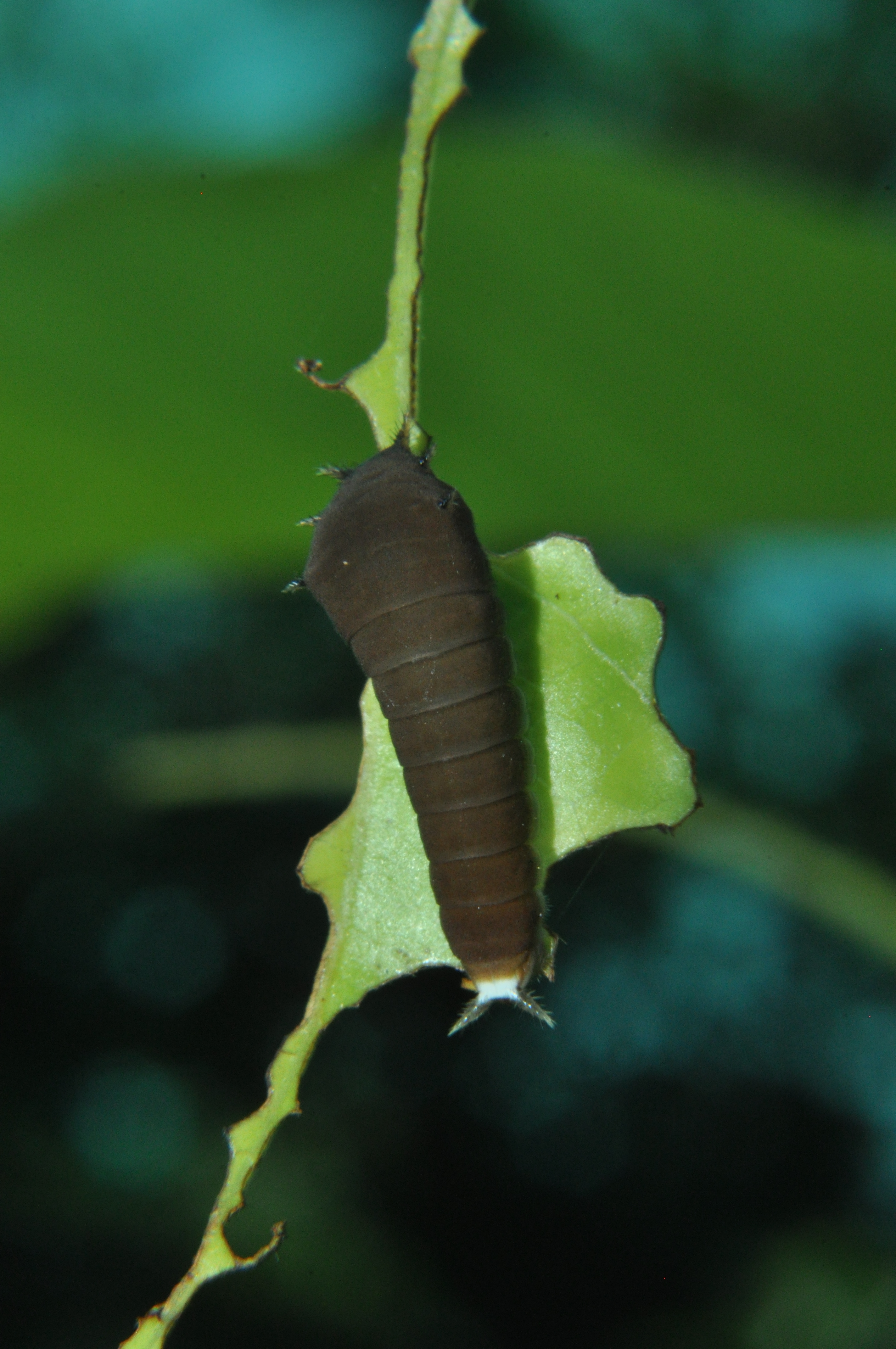
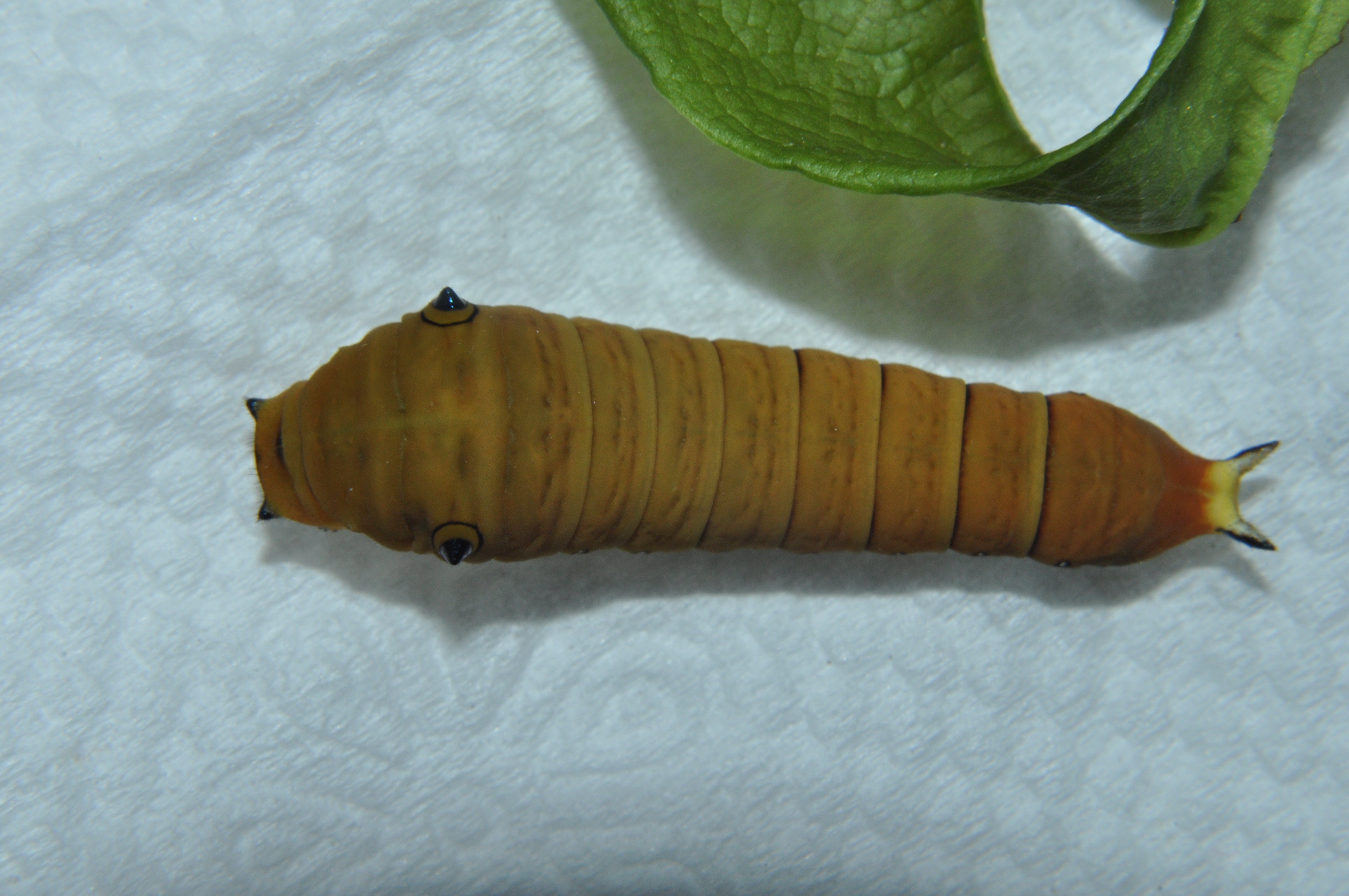
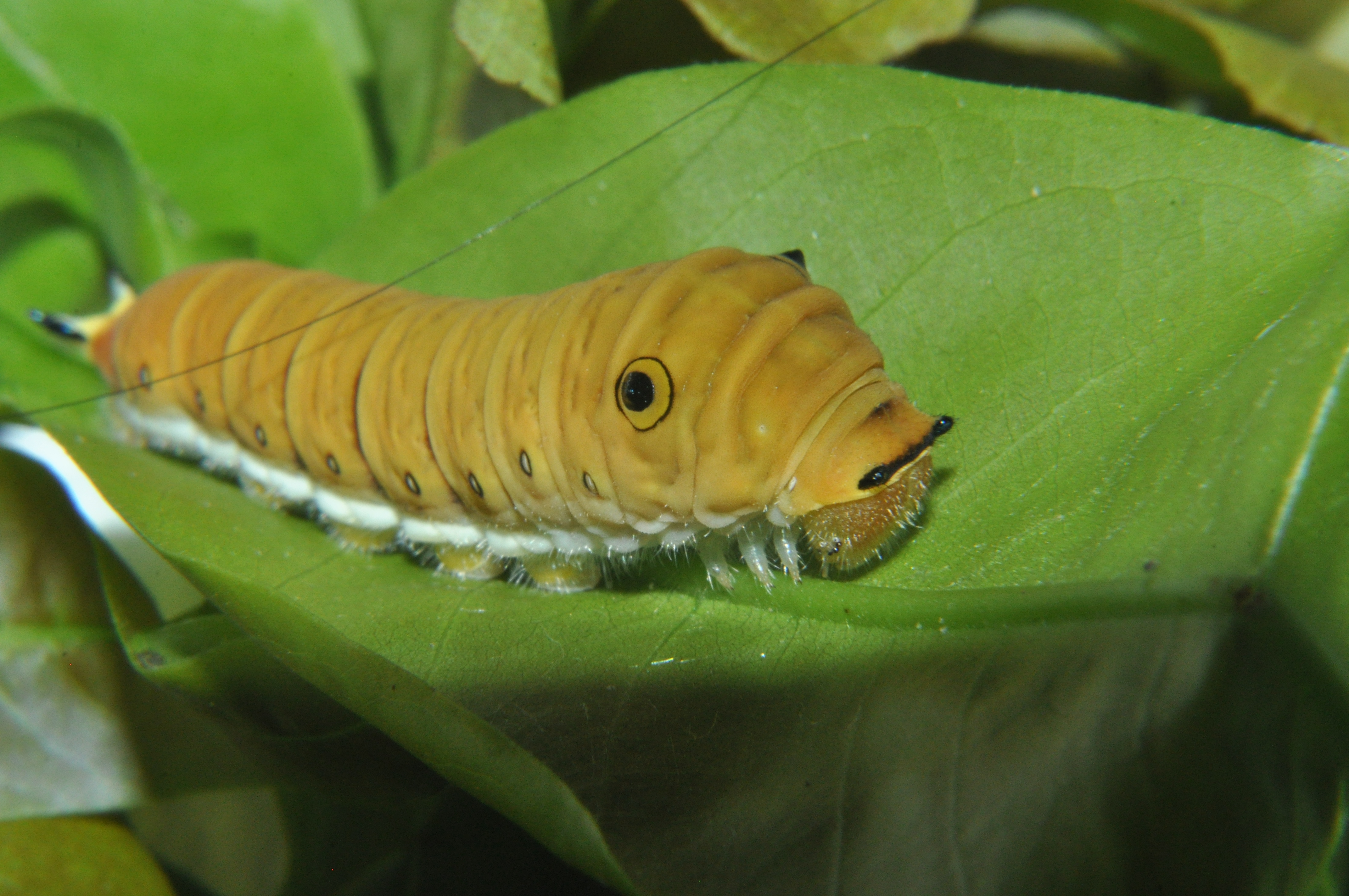
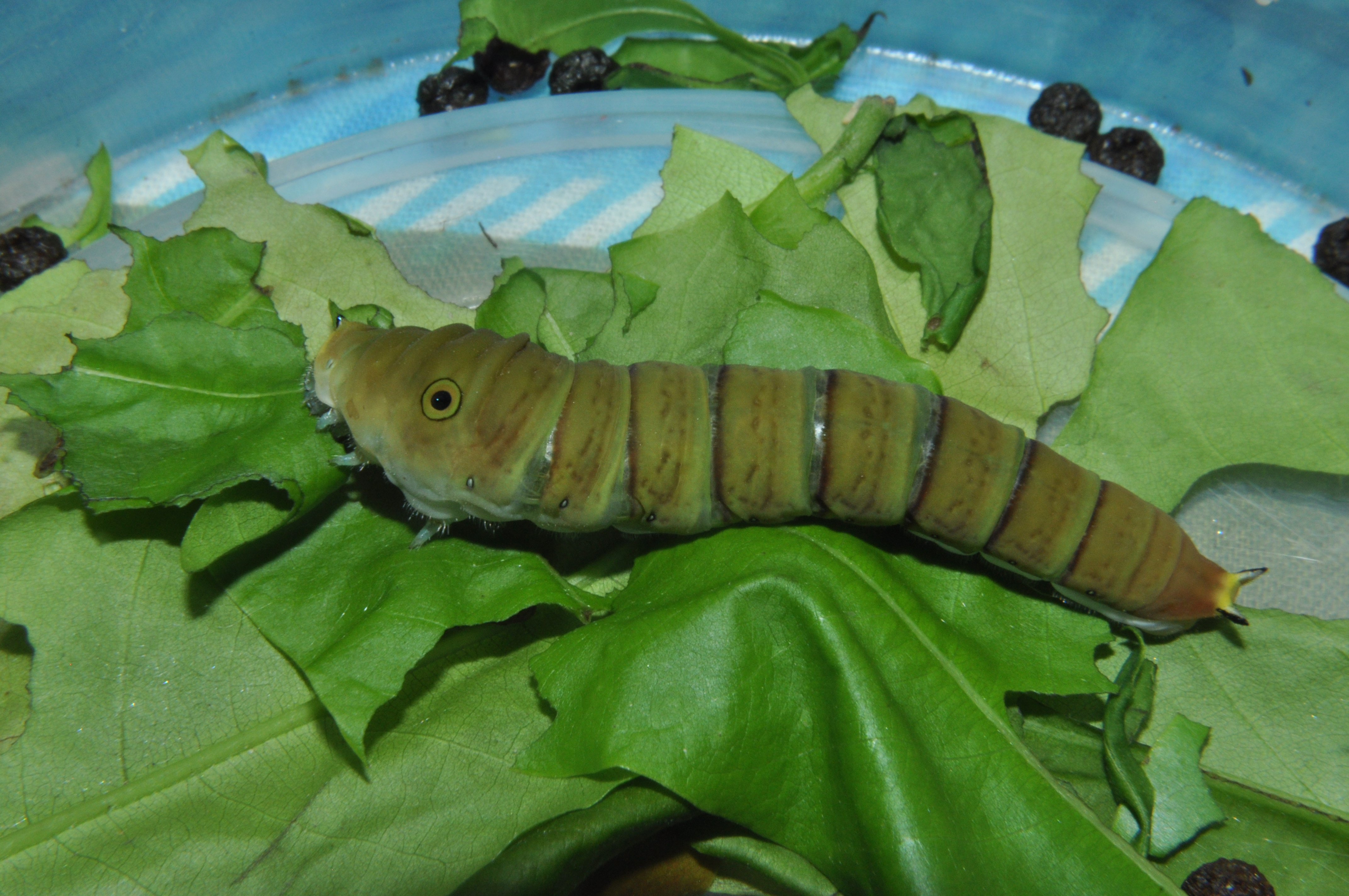
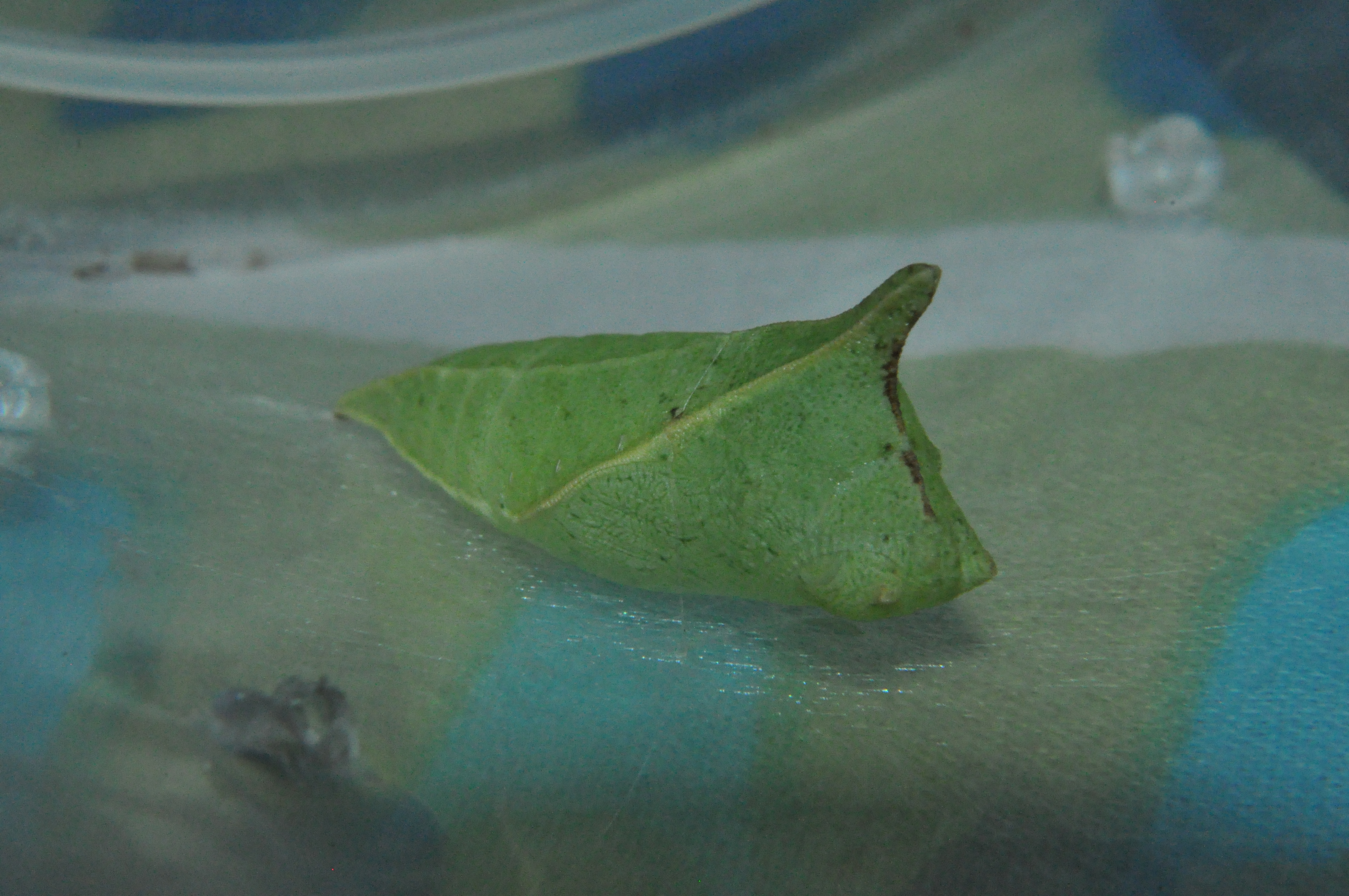
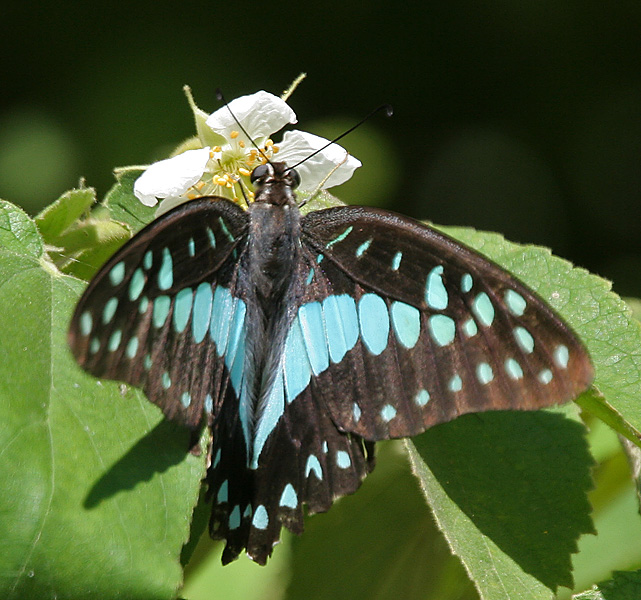